# クシシュトフ・ラヴリノヴィチ
クシシュトフ・ラヴリノヴィチ（Kšyštof Lavrinovič、1979年11月11日 - ）は、リトアニア・ヴィリニュス出身のポーランド系リトアニア人バスケットボール選手である。ポジションはパワーフォワード・センター。リトアニア語の名前はクシーシュトファス・ラヴリノヴィチュス（Kšyštofas Lavrinovičius）、ポーランド語の名前はクシシュトフ・ワヴルィノヴィチ（Krzysztof Ławrynowicz）。
双子の弟であるダリウシュ・ラヴリノヴィチもバスケットボール選手。

## 来歴
1996年にアリタ・アリートゥスで兄弟揃ってプロデビュー。
大学卒業後、ロシアに渡りPBCウラル・グレートに入団。
2004年、MBCディナモ・モスクワに移籍。
2005年にはUNICSカザンへ移籍。2006年には再び兄弟でチームメイトとなるが、2007年にモンテパッシ・シエナへ移籍。

### リトアニア代表
リトアニア代表でも兄弟揃って活躍し、2003年には欧州選手権で優勝を果たし、2004年アテネオリンピックにも出場。
2006年世界選手権でも来日している。